# 1724 Владимир
1724 Владимир (енгл. 1724 Vladimir) је астероид главног астероидног појаса. Приближан пречник астероида је 34,79 km,
а средња удаљеност астероида од Сунца износи 2,713 астрономских јединица (АЈ).
Инклинација (нагиб) орбите у односу на раван еклиптике је 12,238 степени, а орбитални период износи 1632,724 дана (4,470 године). Ексцентрицитет орбите астероида износи 0,057.
Апсолутна магнитуда астероида износи 11,30 а геометријски албедо 0,044.
Астероид је откривен 28. фебруара 1932. године.